# Amphimallon solstitialis
Amphimallon solstitiale là một loài bọ cánh cứng tương tự như cockchafer nhưng nhỏ hơn, với chiều dài khoảng 20 mm. Số lượng của chúng đang giảm, nhưng nơi tìm thấy chúng thì rộng lớn. Chúng sống ở miền Cổ bắc, gặp phổ biến từ tháng 6 đến tháng 8 trên các cây meadows, hedgerows, và khu vườn, và chúng ăn thực vật.